# دوني جورج
دوني جورج (بالسريانية: ܕܘܢܝ ܓܘܪܓ ܝܘܚܢܢ)‏ (23 تشرين الأول، 1950 - 10 آذار، 2011) هو عالم آثار عراقي آشوري الأصل. كان مديرا عام للمتاحف العراقية ورئيس هيئة الآثار العراقية.
اشتهر دوني جورج بحملاته من أجل الحفاظ على المتحف العراقي ومحاولاته من أجل استعادة الآثار المسروقة منه بعد حرب العراق 2003. حيث نادى بتحريم بيع تلك الآثار في المزادات العالمية كمقتنيات شخصية ودأب على إعادة بناء المتحف العراقي. كما اشتهر بكونه أحد أشهر الآثاريين العراقيين في فترة مع بعد الحرب حيث ألقى العديد من المحاظرات في عدد من الجامعات حول العالم.
اضطر دوني جورج إلى الفرار إلى سوريا مع عائلته في آب 2008 بعد تهديده من قبل جماعات إسلامية متطرفة. ومن ثم استقر في الولايات المتحدة.
توفي دوني جورج يوخنا، في 11 آذار عام 2011 في كندا أثر سكتة قلبية اصابته في لحظة وصوله مطار تورونتو قادماً من أمريكا.

## أهم المناصب الإدارية التي تولاها
1. 1974: تخرج من كلية الآداب- قسم الآثار في جامعة بغداد بدرجة جيد جداً.
2. 1976: تم تعيينه موظفاً في المتحف العراقي، وتتلمذ على أيدي الأستاذ فؤاد سفر وبهنام أبو الصوف.
3. 1986: حصل على درجة الماجستير في تخصص آثار ما قبل التاريخ من كلية الآداب- قسم الآثار في جامعة بغداد
4. 1995: حصل على درجة الدكتوراة في تخصص آثار ما قبل التاريخ من جامعة بغداد.
5. 1995: أصبح معاوناً لمدير عام دائرة الآثار العراقية للشؤون الفنية.
6. 2000: أصبح مدير عام دائرة الدراسات والبحوث في الهيئة العامة للآثار العراقية، والتي تأسست حديثاً
7. تشرين الثاني 2003: تقلّد منصب مدير عام للمتاحف العراقية.
8. 2005: تقلّد منصب رئيس هيئة الآثار العراقية.
9. أستاذ زائر في جامعة نيويورك الحكومية في ستوني بروك.[11]

هذا بالإضافة إلى العديد من المناصب الفنية المثيرة والتي رافقت المناصب الإدارية التي تقلدها وأعمال التوثيق والمسح والصيانة والتنقيب عن الآثار في معظم مناطق العراق؛ والتي تشمل نينوى وسد بخمة وسامراء وآشور وأم العقارب في الرفاعي وأور والبصرة والعديد من المناطق الأخرى.

## التعليم والوظائف
- ماجستير في علم الآثار، جامعة بغداد، 1974
- ماجستير في علم الآثار ما قبل التأريخ، جامعة بغداد، 1986
- دكتوراه من قبل التأريخ في علم الآثار، جامعة بغداد، 1995
- عضو موظفي المتحف العراقي، 1976
- مدير مركز التوثيق، 1980
- المدير الميداني لمشروع الترميم في بابل 1986-87
- مدير التحقيقات الأثرية في المنطقة الشرقية من سور نينوى، 1988
- المستشار العلمي لمشروع إنقاذ آثار سد بخمة، 1989
- مدير العلاقات العامة، 1990
- مدير مركز التوثيق، 1992
- مساعد المدير العام للآثار للشؤون الفنية، 1995
- أستاذ في قسم علم الآثار في جامعة بغداد
- أستاذ في قسم علم الآثار في جامعة بابل للفلسفة واللاهوت
- مدير فريق التنقيب في موقع أم الفحم، 1999-2000
- رئيس اللجنة التقنية، 1999-2000
- المدير العام للبحوث والدراسات، 2000-03
- المدير العام للمتاحف العراقية، 2003-05
- عضو اللجنة الإقليمية الدولية للانتربول، 2003
- عضو اللجنة الوطنية العراقية للتربية والعلوم والثقافة العراقية واليونسكو، 2004
- رئيس مجلس الدولة العراقية للآثار والتراث، 2005
- عضو في أكاديمية العلوم العراقية، قسم اللغة السريانية، 2005
- مجلس المستشارين والأكاديميين الآشوريين

## مؤلفاته
- Architecture of the Sixth Millennium B.C. in Tell Es-Sawwan
- The Stone Industries in Tell Es-Sawwan
- شارك في تأليف Photography: The Graves of the Assyrian Queens in Nimrud
- شارك في تأليف Pots and Pans
- شارك في تأليف The Looting of the Iraq Museum, 2005
- شارك في تأليف The Destruction of the Cultural Heritage in Iraq, 2008[12]
- المؤلف المشارك Antiquities under Siege, Cultural Heritage in Iraq, 2008
- شارك في تأليف Catastrophe, The Looting and Destructions of Iraq's Past, 2008

## منشوراته
- Stores in Ancient Mesopotamia, 1985.
- A New Acheulian hand Axe from the Iraqi Western Desert in the Iraq Museum, 1993
- Proverbs in Ancient Mesopotamia, 1994
- The Architecture of the Sixth Millennium BC in Tell Esswwan, 1997
- Precision Craftsmanship of the Nimrud Gold Material, 2002
- Full Account on the Iraqi Museums and Archaeological sites, 2004